# Banc Vitalici (Tarragona)
El Banc Vitalici és una obra racionalista de Tarragona protegida com a Bé Cultural d'Interès Local.

## Descripció
Edifici de sis plantes de línies molt simples, les façanes del qual donen a dos carrers i una plaça. Aquest element és característic no tan sols d'aquesta,sinó també del carrer de la Unió,que baixa perpendicular i des del qual es divisa.
Té cavitats amb llinda plana i arcades de mig punt a la planta principal i a la més alta. Al cantó que dona al carrer Apodaca, hi ha una torre cúbica amb rellotge.
Al portal es troba, sobre una pilastra prismàtica, la reproducció d'una escultura romana, trobada durant l'excavació de l'esmentat edifici: probablement correspon a l'emperadriu Annia Galeria Faustina.